# Герб Соледара
Герб Соледара — офіційний символ міста Соледар Донецької області. Затверджений рішенням сесієї Бахмутської міської ради.

## Опис
У щиті, розсіченому чорним і зеленим кольорами, п'ять срібних ромбів, примкнутих гострими кутами у формі пентаграми. Срібний трикутний низ містить алхімічний знак солі чорного кольору.

## Символіка
Чорний і зелений кольори гербового щита, срібний (білий) край говорять про те, що народжена в надрах землі (чорний колір) кам'яна сіль (білий) колір стала причиною створення в цих краях поселень. З видобутком цієї корисної копалини люди пов'язують свої надії на свободу, достаток, процвітання і гідне майбутнє (зелений колір). 
- Чорний колір, крім того, символізує мудрість, розсудливість, чесність, сталість і вічність буття.
- Срібло (білий колір) — символ чистоти, благородства, світу.
- Зелений колір — символ весни, радості, надії, нового зростання, процвітання.

Три кольори щита - це три часи: минуле, сьогодення, майбутнє. Число три також символізує оновлення, творення, творчий потенціал, багатосторонність. 
Чорний і зелений кольори та алхімічний знак солі присутні в гербі м. Бахмута, затвердженого ще в 1811 році (і Бахмутського району), що, в цьому випадку, говорить про адміністративне підпорядкування Соледара Бахмутській міськраді. П'ять срібних (білих) ромбів символізують п'ять селищ (шахт), об'єднанням яких і утворено місто Соледар. 

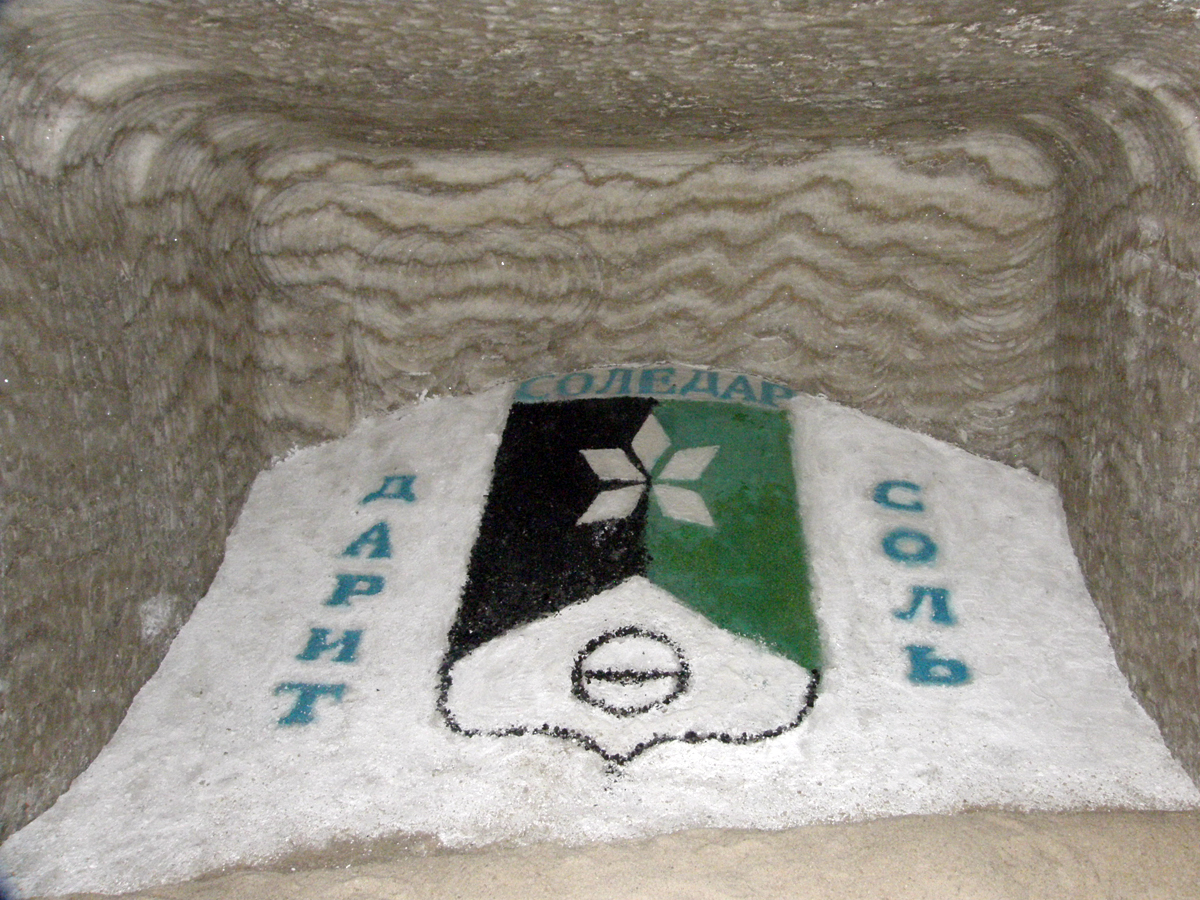
Герб Соледара з солі в соляній шахті Артемсолі

Примкнуті у формі пентаграми (п'ятипроменевої зірки), ромби утворюють квітку з кристалів солі. Квітка асоціюється з даруванням. Отже, соляна квітка є графічним символом назви міста - Соледар. Міста, основне призначення якого дати людям одну з найважливіших корисних копалин. Сіль символізує життєву енергію. Це символ «найголовнішого, сенсу, суті». У Нагірній проповіді Христос сказав своїм учням: «Ви - сіль землі», позначаючи моральні якості їх душі. 
Зірка — емблема дороговказу, щастя, спрямованості. А пентаграма — ще й символ охорони, безпеки, удачі. Квіти — це земні зірки, символ природи, безмежності її досконалості, краси, весни, молодості.